# Nicolás Maturana
Pour les articles homonymes, voir Nicolás Maturana.
Nicolás Maturana, surnommé Nico, né le 8 juin 1993 à Santiago, est un footballeur chilien qui évolue au poste de milieu offensif.

## Biographie

### En club
Avec le club de l'Universidad de Chile, il joue cinq matchs en Copa Libertadores.
Il dispute cinq matchs en  Segunda División B (troisième division espagnole) avec le club d'Alcoyano.

### En équipe nationale
Avec les moins de 20 ans, il participe au championnat sud-américain des moins de 20 ans en 2013. Lors du tournoi organisé en Argentine, il inscrit un but contre le Paraguay. Le Chili se classe quatrième de la compétition.
Cette performance lui permet de participer dans la foulée à la Coupe du monde des moins de 20 ans 2013 qui se déroule en Turquie. Lors du mondial junior, il joue cinq matchs. Le Chili atteint les quarts de finale de la compétition, en étant battu par le Ghana.

## Palmarès
- Champion du Chili en 2011 (ouverture) et 2011 (clôture) avec l'Universidad de Chile